# Hexenprozesse von Salem

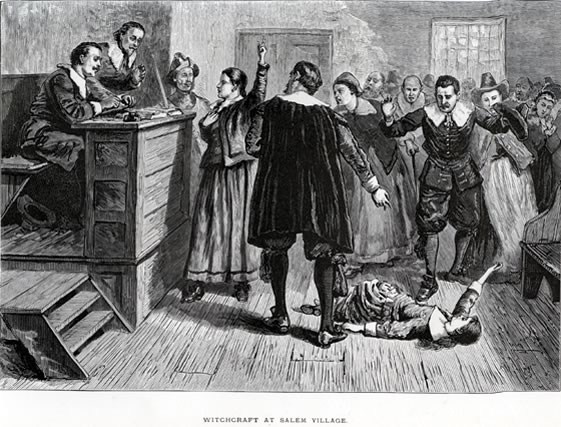
Szene im Gerichtssaal (Illustration von 1876)

Die Hexenprozesse von Salem (Salem witch trials) im Jahr 1692 bildeten den Beginn einer Reihe von Verhaftungen, Anklagen und Hinrichtungen wegen Hexerei in Neuengland. Die Hexenverfolgung begann in dem Village Salem (heute größtenteils zu Danvers gehörend), nahe der Stadt Salem. In ihrem Verlauf wurden 19 Beschuldigte hingerichtet, 55 Menschen unter Folter zu Falschaussagen gebracht, 150 Verdächtigte inhaftiert und weitere 200 Menschen der Hexerei beschuldigt. Die Anschuldigungen dehnten sich innerhalb weniger Monate auf die umliegenden Gemeinden Andover, Amesbury, Salisbury, Haverhill, Topsfield, Ipswich, Rowley, Gloucester, Manchester, Malden, Charlestown, Billerica, Beverly, Reading, Woburn, Lynn, Marblehead und Boston aus. Hexenverfolgung hatte es bis dahin in den nordamerikanischen Kolonien, anders als in Europa, nur vereinzelt gegeben.

## Vorgeschichte der Hexenverfolgung in Neuengland
Der Historiker Clarence F. Jewett erstellte in seinem Buch The Memorial History of Boston: Including Suffolk County, Massachusetts 1630–1880 (Ticknor and Company, 1881) eine Liste von Opfern der Hexenverfolgung in Neuengland vor 1692. Zitat: 

1647 Alice Young, in Hartford (Connecticut)
— 1648 Margaret Jones, aus Charlestown (Massachusetts), in Boston
— 1648 Mary Johnson, in Hartford
— 1650? Ehefrau von Henry Lake, aus Dorchester (Massachusetts)
— 1650? Mrs. Kendall, aus Cambridge (Massachusetts)
— 1651 Mary Parsons, aus Springfield (Massachusetts), in Boston
— 1651 Goodwife Bassett, aus Fairfield (Connecticut) (Goodwife war eine höfliche Anrede für Frauen mit niedrigerem sozialem Rang als dem einer Mistress)
— 1653 Goodwife Knap in Hartford
— 1656 Ann Hibbins in Boston
— 1662 Goodman Greensmith in Hartford (Goodman war eine höfliche Anrede für Männer mit niedrigerem sozialem Rang als dem eines Misters)
— 1662 Goodwife Greensmith in Hartford
— 1688 Ann Glover (Goody Glover, Goody war eine Abkürzung von Goodwife) in Boston

## Die Begebenheiten

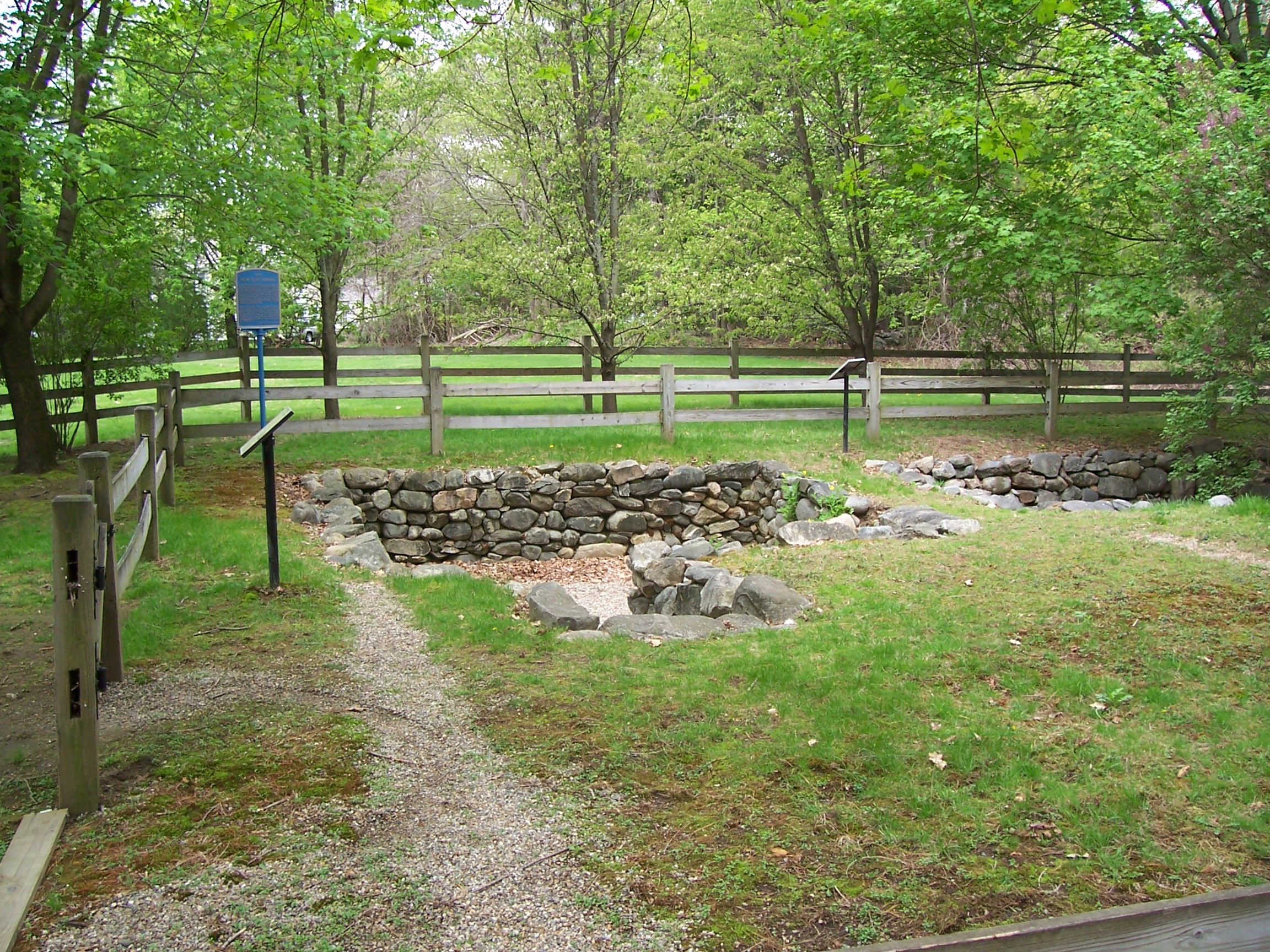
Ausgrabungszustand des Pfarrhauses von Samuel Parris in Salem Village (heute Danvers) im Mai 2006 – hier begannen die Hexerei-Anschuldigungen

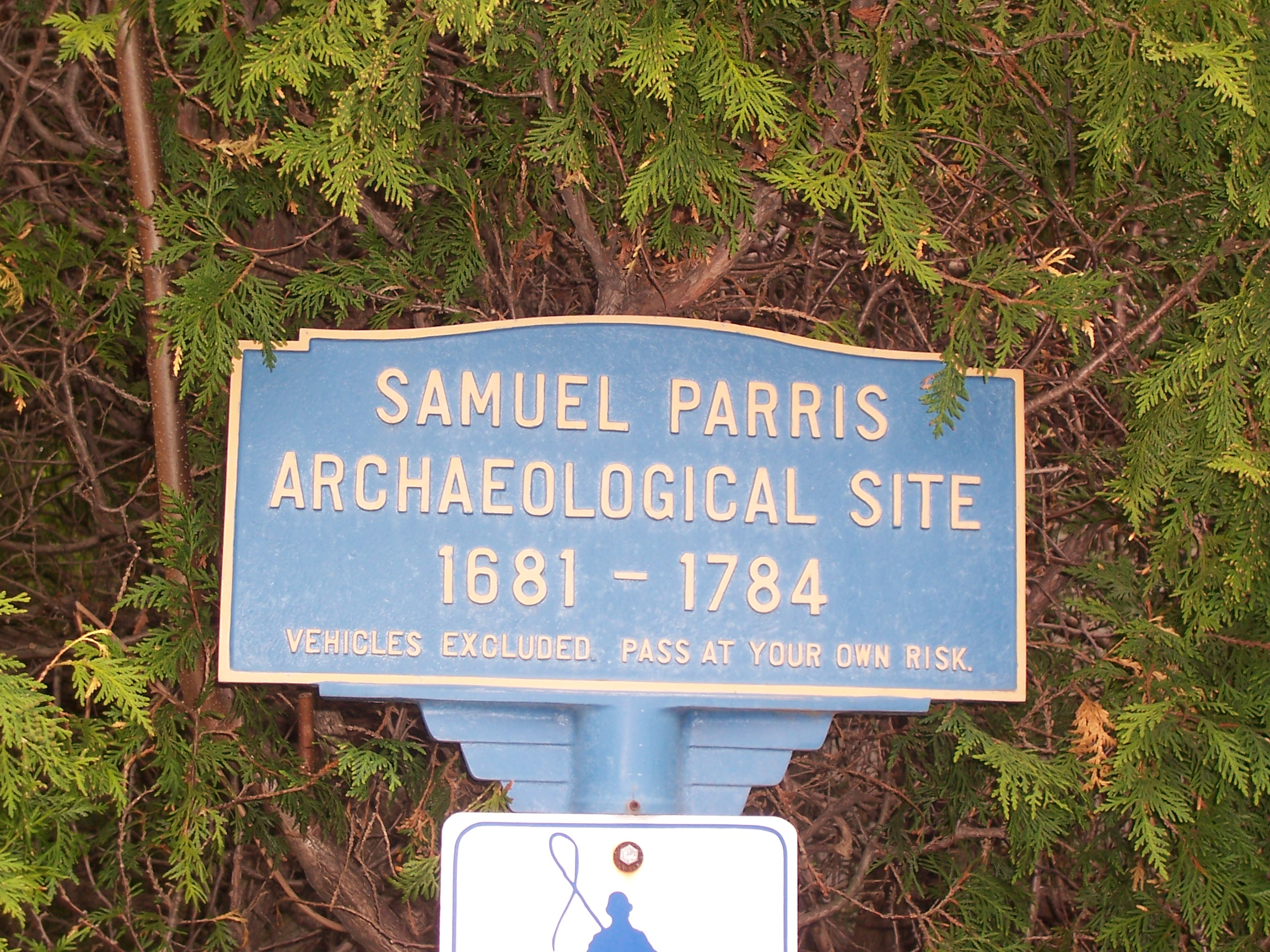
Schild an der Ausgrabungsstätte des Pfarrhauses

Im Jahre 1689 war der Erweckungsprediger Samuel Parris zum ersten unabhängigen Leiter der streng puritanischen Gemeinde von Salem ernannt worden. Der Schwerpunkt seiner Predigten lag auf dem Kampf zwischen Gottes auserwähltem Volk und dem Satan.
Im Winter 1691/92 begannen sich seine Tochter Elizabeth „Betty“ Parris und seine Nichte Abigail Williams auffällig zu verhalten, insbesondere seltsam zu sprechen, sich unter Dingen zu verstecken und auf dem Boden zu kriechen. Keiner der bestellten Ärzte konnte das Leiden der Mädchen medizinisch erklären. Der Arzt William Griggs vermutete nach eingehender Untersuchung und dem Ausschluss aller damals bekannten psychischen Störungen, dass sie vom Teufel besessen sein könnten. Die Mädchen schienen von der unsichtbaren Hand des Teufels verrenkt zu werden. Abigail und Elizabeth bestätigten dies, indem sie schilderten, wie sie durch unsichtbare Hände gequält würden. Parris griff diese Erklärung sofort auf und meinte, dass die Stadt vom Satan besetzt worden sei. Ein Heer von kleinen Teufeln stehe bereit, in die neue Siedlung einzudringen. Elizabeth berichtete, dass Satan versucht habe, sich ihr zu nähern. Da sie ihn abgewiesen habe, schicke er nun seine Handlanger, die Hexen. Ein Mittel, den Angriff Satans abzuwehren, war, die Hexen zu identifizieren und zu benennen. Neben den beiden Mädchen Betty und Abigail nannten auch Ann Putnam, Betty Hubbard, Mercy Lewis, Susannah Sheldon, Mercy Short und Mary Warren Namen von Personen, die die Mädchen angeblich verhext hatten.

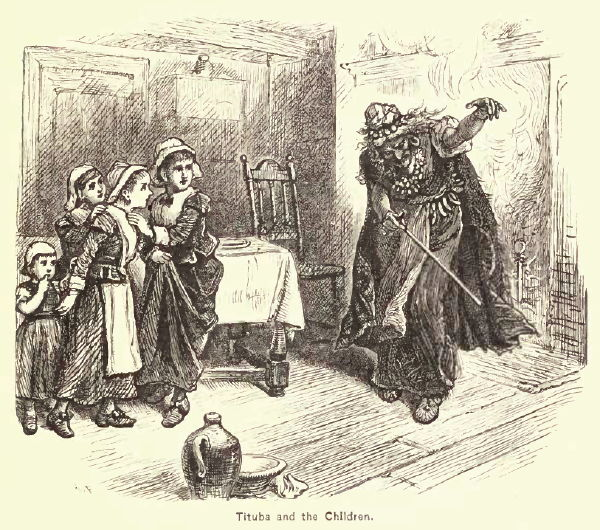
Tituba, eine der ersten Beschuldigten der Salemer Hexenprozesse
(Illustration von 1878)

Sie beschuldigten zunächst Sarah Good, Sarah Osborne und Tituba. Jede der genannten Frauen war eine Außenseiterin der Gesellschaft. Sarah Good war eine stadtbekannte Bettlerin, Tochter eines französischen Gastwirts; ihr wurden häufige Selbstgespräche nachgesagt. Sarah Osborne war eine bettlägerige ältere Frau, die die Kinder ihres ersten Mannes um ihr Erbe gebracht haben soll, indem sie es ihrem neuen Mann schenkte. Tituba, die vermutlich von aus Guayana gekommenen Arawak abstammte, war eine Sklavin des Geistlichen Samuel Parris. Diese berichtete über Hexenversammlungen und behauptete, einige Namen im Buche Satans gesehen zu haben.
Die von indianischen Stämmen bedrohte Dorfgemeinschaft, die nach der Aufhebung des Bay-Colony-Vertrages von 1684 und dem Aufstand von 1689 ohne formale Regierung war, glaubte den Anschuldigungen.
Der breit angelegte Satanismus in den Anschuldigungen unterscheidet sich deutlich von den anderen Hexenverfolgungen im Lande. Einflussreiche Geistliche in New England waren mit den Hexenproben und -prozessen bei Kindern aus den schwedischen Hexenprozessen der 1660er und 1670er Jahren gut vertraut, so dass das Motiv des Teufelspaktes und der Hexenversammlungen aus Skandinavien stammen kann.

## Hergang der Prozesse
Am 1. März 1692 wurden die beschuldigten Frauen inhaftiert. Es folgten Anklagen gegen weitere Personen: Dorcas Good, die vierjährige Tochter von Sarah Good, Rebecca Nurse, eine bettlägerige, religiöse Großmutter, Abigail Hobbs, Deliverance Hobbs, Martha Corey sowie Elizabeth und John Proctor. Ohne eine Regierung konnte aber kein Gerichtsverfahren eröffnet werden. Während der Haft starben Sarah Osborne und Sarah Goods neugeborenes Kind, weitere Inhaftierte wurden krank. Gegen Ende Mai kam der vom englischen König eingesetzte Gouverneur Sir William Phips nach Salem, um eine Anhörung durchzuführen (englisch: Oyer and Terminer).
Das Gericht verhandelte ungefähr einmal im Monat neue Fälle. Bis auf eine Ausnahme wurden alle Beschuldigten wegen Hexerei zum Tod verurteilt. Verurteilte, die sich schuldig bekannten und weitere Verdächtige nannten, wurden nicht hingerichtet. Aufgrund ihrer Schwangerschaft wurde die Hinrichtung von Elizabeth Proctor und Abigail Faulkner verschoben. Bei vier Hinrichtungen im Verlauf des Sommers wurden 19 Personen gehängt, darunter ein Geistlicher, ein Gendarm, der sich geweigert hatte, weitere der Hexerei Verdächtigte festzunehmen, und mindestens drei weitere bisher angesehene Persönlichkeiten. Sechs Hingerichtete waren Männer, die anderen meist verarmte Frauen höheren Alters.

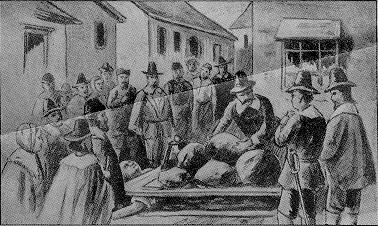
Tödliche Folter von Giles Corey am 19. September 1692
(Illustration von 1923)

Der achtzigjährige Bauer Giles Corey weigerte sich, sich als schuldig oder unschuldig zu bekennen. Das damalige Recht sah in solchen Fällen vor, den Angeklagten durch Folter zu einem Bekenntnis zu bringen, ohne das kein Prozess stattfinden konnte. Dies wurde im englischen Common Law als Peine forte et dure bezeichnet. Die Folter war aber nicht als Strafe an sich gedacht, da der Angeklagte weiterhin als unschuldig galt. Am 19. September 1692 starb Gilles Corey, nachdem er drei Tage mit immer schwereren Steinen zerquetscht worden war.
Während der Hexenprozesse in Salem wurde die Ernte nicht eingebracht und Rinder vernachlässigt. Sägemühlen standen still, weil entweder die Eigentümer vermisst wurden, ihre Arbeiter verhaftet waren oder sie Gefängnisse und Prozesse besuchten. Einige Angeschuldigte flüchteten. Der Handel kam fast zum Erliegen, während die Bedrohung durch Indianer im Westen blieb.
Am 22. September 1692 wurden die letzten acht Personen durch Hängen hingerichtet, darunter Martha Corey und fünf weitere Frauen.
Unter der Führung von Increase Mather legten Bostoner Geistliche am 3. Oktober 1692 einen Einspruch mit dem Titel Cases of Conscience Concerning Evil Spirits ein. Darin stellte Mather fest, es sei besser, wenn zehn verdächtigte Hexen entkämen, als wenn eine unschuldige Person verurteilt würde. Die Hexenprozesse endeten im Januar 1693. Im Frühjahr des Folgejahres wurden die letzten Verhafteten freigelassen.

## Gründe für die Hexenverfolgung in Salem
Die Engländer, die sich ab 1628 in Salem niederließen, wollten dort als Gottes auserwähltes Volk das Neue Jerusalem bauen. Es sollte eine Theokratie werden mit der Bibel, insbesondere den mosaischen Gesetzen, als Gesetzbuch. Hexerei war ein todeswürdiges Verbrechen, was die Puritaner in ihrer Gesetzgebung von 1641 und 1648 festschrieben. Damit standen sie in der Tradition der Gesetzgebung in ihrem Herkunftsland. Das Gesetz bezog sich direkt auf Exodus 22,17 , wo die Tötung von Hexen angeordnet wird. Das halbe Dorf bestand aus Bauern, die den Geistlichen Samuel Parris in seinem Bestreben unterstützten, sich von der Stadt Salem loszulösen und eine selbstständige Gemeinde zu bilden. Die andere Hälfte der Dorfbewohner wollte Teil der Stadtgemeinde bleiben und die Handelsbeziehungen aufrechterhalten und verweigerte dem Geistlichen und seiner Familie die finanzielle Unterstützung. Zusätzlich hatten eine Reihe von aus Maine und New Hampshire vor Indianerattacken Geflüchteter in Salem bei Verwandten Unterschlupf gefunden und brachte Horrorgeschichten darüber mit. Als Ergebnis war Salem 1691 ein Pulverfass, und die Reihe von scheinbar besessenen jungen Mädchen war der Funke, der es zur Detonation brachte.
Zu den Gründen für die schlagartige Hexenverfolgung in Salem gibt es verschiedene Theorien. Die verbreitetste ist, dass die seit 1630 mit wenigen königlichen Einmischungen die Massachusetts-Bay-Kolonie regierenden Puritaner eine religiös geprägte massenhysterische Wahnvorstellung entwickelt hätten. Diese Darstellung gilt heutigen Experten als zu stark vereinfacht. Andere Theorien umfassen Kindesmisshandlung, Wahrsagerei und fehlgeleitete Experimente.
Auch durch Mutterkorn verseuchtes Getreide und daraus resultierende Fälle von Ergotismus mit Wahnvorstellungen wurden als Ursache vermutet, so in einem Artikel der Psychologin Linnda Caporael in Science 1976. Dieser Hypothese wurde noch im selben Jahr widersprochen und wird mehrheitlich nicht als überzeugende Erklärung angesehen. Weiter kommt auch eine Intrige der Familie Putnam gegen die Familie Porter in Frage.
Außerdem gab es große Spannungen innerhalb der puritanischen Gesellschaft. Sie hatte ihren Gründungsvertrag in der Glorious Revolution von 1688 verloren und sah einer ungewissen Zukunft entgegen. Die Siedler waren ständigen Angriffen durch Indianer ausgesetzt und konnten nicht auf englische Hilfe hoffen. Die Verteidiger mussten aus den Reihen ihrer jungen Männer gestellt werden, und im „König Philips Krieg“ genannten Indianeraufstand im Jahre 1675 war die Bevölkerung dezimiert worden. Jeder zehnte Siedler in Neuengland verlor sein Leben bei Indianerangriffen. Obwohl dieser Krieg zu Ende war, blieben Indianerangriffe eine ständige Bedrohung. Neuengland wurde mehr und mehr zu einer Handelskolonie. Aus soziologischer Sicht handelte es sich um einen gewaltsamen Protest der pietistischen am traditionellen gottesfürchtigen Lebensstil hängenden Landbevölkerung gegen die neue Kaufmannschaft, die weltoffener war und gut verdiente. Auch der Wertekanon zwischen diesen Gruppen war sehr verschieden. Die Mädchen, die die Angriffe Satans schilderten, waren Mitglieder der Landbevölkerung und beschuldigten häufig Frauen aus dem gutsituierten Handelsstand.
Carol Karlsen untersuchte den Zusammenhang zwischen Hexenverfolgung und der Stellung der Frau. Sie betonte, dass zu dieser Zeit in New England viele Frauen ihr ererbtes Vermögen selbständig vor Gericht verteidigten. Sie meint, dass eine nicht geringe Zahl solcher selbständiger Frauen in einer streng patriarchalischen Umgebung provozierend gewirkt habe.
Mary Beth Norton („In the Devil's Snare“) vertritt die These, dass wahrscheinlich mehrere oder alle angeführten Punkte eine wichtige Rolle spielten. Salem und der Rest Neuenglands waren durch häufige Indianerangriffe bedroht, welche Angst auslösten und daher in großem Maße zu der Hysterie beitrugen. Sie vermutet, dass die meisten Angeklagten und betroffenen Mädchen enge gesellschaftliche oder persönliche Bindungen zu den Opfern der Indianerangriffe der vorigen 15 Jahre hatten. Die Ankläger erwähnten häufig einen „schwarzen Mann“, diskutierten Treffen der Hexen mit Indianern und beschrieben Folterbilder aus Geschichten über Entführungen durch Indianer. Ferner hatten die puritanischen Geistlichen seit dem „König-Philips-Krieg“ behauptet, die Indianer stünden mit dem Teufel und Hexerei in Verbindung. In bis zu fünfstündigen glühenden Predigten stellten sie die amerikanischen Puritaner als eine Armee Gottes dar, die von Satan und seinen Dämonen bedrängt wird. Zusammenfassend lässt sich sagen, dass die Puritaner Indianer mit dem Teufel assoziierten. Indianerangriffe sahen sie als Versuche des Teufels an, die puritanische Gesellschaft zu zerstören. Mit all diesen Einflüssen waren die Puritaner im Jahre 1691 reif für eine Hexenhysterie.

## Beteiligte

### Hingerichtete
- Bridget Bishop – gehängt 10. Juni 1692
- Rev. George Burroughs – gehängt 19. August 1692
- Martha Carrier – gehängt 19. August 1692
- Martha Corey – gehängt 22. September 1692
- Mary Easty – gehängt 22. September 1692
- Sarah Good – gehängt 19. Juli 1692
- Elizabeth Howe – gehängt 19. Juni 1692
- George Jacobs, Sr. – gehängt 19. August 1692
- Susannah Martin – gehängt 19. Juni 1692
- Rebecca Nurse – gehängt 19. Juni 1692
- Alice Parker – gehängt 22. September 1692
- Mary Parker – gehängt 22. September 1692
- John Proctor – gehängt 19. August 1692
- Ann Pudeator – gehängt 22. September 1692
- Wilmott Redd – gehängt 22. September 1692
- Margaret Scott – gehängt 22. September 1692
- Samuel Wardwell – gehängt 22. September 1692
- Sarah Wildes – gehängt 19. Juni 1692
- John Willard – gehängt 19. August 1692

### In Haft verstorben
- Giles Corey starb am 19. September 1692 während der Folter vor dem eigentlichen Prozess.
- Lydia Dustin (zwar freigesprochen, konnte aber die Entlassungsgebühr nicht aufbringen[15])
- Ann Foster
- Neugeborene Tochter von Sarah Good
- Sarah Osborne
- Roger Toothaker

### Betroffene
- Sarah Bibber
- Elizabeth Booth
- Sarah Churchill (der Hexerei angeklagt, als sie aussagte, dass die Anklägerinnen ihre Vorwürfe erfinden)
- Martha Goodwin
- Elizabeth Hubbard
- Mary Lacey
- Mercy Lewis
- Elizabeth Parris
- Bethshaa Pope
- Ann Putnam, Jr.
- Susanna Sheldon
- Mercy Short
- Martha Sprague
- Mary Walcott
- Mary Warren (der Hexerei angeklagt, nachdem sie aussagte, dass die Vorwürfe erfunden seien)
- Abigail Williams

### Beschuldigte
Die Liste ist nicht vollständig, zwischen 150 und 300 wurden angeklagt, und es können noch deutlich mehr inhaftiert gewesen sein:
- John Alden Jr.
- Daniel Andrew
- Sarah Bassett
- Edward Bishop
- Sarah Bishop
- Mary Black
- Dudley Bradstreet
- John Bradstreet
- Sarah Buckley
- Candy, ein Sklave aus Salem
- Richard Carrier
- Mary Clarke
- Sarah Easty Cloyce
- Sarah Cole
- Giles Corey, unter der Folter verstorben
- Mary Bassett DeRich
- Ann Dolliver
- Rebecca Eames
- Mary English
- Philip English
- Abigail Faulkner
- Ann Foster
- Dorcas Good
- Dorcas Hoar
- Abigail Hobbs
- Deliverance Hobbs
- Elizabeth Howe
- Mary Ireson
- George Jacobs, Jr.
- Margaret Jacobs
- Elizabeth Johnson, Sr., Mutter von Elizabeth Johnson Jr.
- Mary Lacey, Sr.
- Mary Lacey
- Sarah Osborne
- Lady Phips, Ehefrau von Gouverneur Phips
- Susannah Post
- Elizabeth Bassett Proctor
- Tituba
- Job Tookey
- Hezekiah Usher
- Mary Withridge

### Geistliche Beteiligte und Kommentatoren
- Rev. Francis Dane
- Rev. John Hale
- Rev. Deodat Lawson
- Rev. Cotton Mather
- Rev. Increase Mather
- Rev. Samuel Parris
- Rev. Samuel Willard
- Rev. John Wise

### Vorsitzende im Verfahren
- Vizegouverneur (Lieutenant Governor) William Stoughton, Vorsitzender Richter

### Beteiligte Untersuchungsrichter
- Thomas Danforth
- Bartholomew Gedney
- John Hathorne
- John Richards
- Nathaniel Saltonstall
- Peter Sargent
- Samuel Sewall
- Stephen Sewall, Clerk
- Wait Still Winthrop

## Rehabilitation der Opfer
Für die meisten der in den Hexenprozessen von Salem Verurteilten wurde 1711 eine Generalamnestie ausgesprochen. 1957 wurde die als Hexe gehängte Ann Pudeator für unschuldig erklärt. Am 5. November 2001 unterzeichnete die Gouverneurin von Massachusetts die Unschuldserklärung für die fünf letzten Frauen. Im August 2021 wurde auf das Betreiben einer Schulklasse hin auch die 1693 begnadigte Elizabeth Johnson Jr. vollständig rehabilitiert.

## Literarische Adaptionen des Themas
- Lion Feuchtwanger: „Wahn oder Der Teufel von Boston“. Ein Stück in drei Akten (1948). Premiere Frankfurt am Main 1949, in englischer Übersetzung („The Devil in Boston“) Los Angeles 1953.
- Arthur Miller verwendete in seinem Stück The Crucible (Hexenjagd) von 1953 die Hexenprozesse als Analogie auf die Kommunistenverfolgung der McCarthy-Ära.
- Nathaniel Hawthorne nahm in verschiedenen Werken Bezug auf die Prozesse, unter anderem in Young Goodman Brown.
- H. P. Lovecraft verwendete Salem als Inspiration für die Stadt Arkham, einen Schauplatz in seinen Horror-Geschichten. Auch Salem selber wird gelegentlich in seinem Werk erwähnt.
- Wolfgang Hohlbein schrieb eine Buchserie mit dem Titel Der Hexer von Salem, in der sich das Thema mit H. P. Lovecrafts Cthulhu-Mythos vermischt.
- Andrzej Sapkowski ließ sich von den Prozessen für die Kurzgeschichte Ein Vorfall in Mischief Creek seiner Anthologie Etwas endet, etwas beginnt inspirieren.
- Neal Stephenson nimmt in Der Aufstieg und Fall des D.O.D.O. mehrfach Bezug auf die Hexenprozesse von Salem. Eine der im Roman mit hexerischen Fähigkeiten ausgestatteten Figuren gehört zu einer fiktiven Abstammungslinie der in Salem hingerichteten Mary Esty.

## Verfilmungen
1937 erschien die Paramount-Produktion Im Kreuzverhör (Originaltitel: Maid of Salem). Regie führte Frank Lloyd, in den Hauptrollen waren Claudette Colbert, Fred MacMurray und Gale Sondergaard zu sehen. Der Film erzählt eine fiktive Geschichte über eine der Hexerei angeklagte junge Frau vor dem Hintergrund der historischen Hexenprozesse.
1957 verfilmte die DEFA in französisch-deutscher Koproduktion das auf den Prozessen basierende Theaterstück von Arthur Miller unter dem Titel Die Hexen von Salem (auch bekannt unter dem Titel Hexenjagd). Mitwirkende waren unter anderem Yves Montand, Simone Signoret, Michel Piccoli und Sabine Thalbach, das Drehbuch wurde von Jean-Paul Sartre geschrieben, die Musik stammte von Hanns Eisler.
1960 erschien eine deutsche TV-Verfilmung von Millers Theaterstück. Regie führte Ludwig Cremer, in der Hauptrolle war Hans Christian Blech zu sehen.
1996 wurde das Stück unter dem Titel Hexenjagd (englischer Originaltitel: The Crucible) erneut verfilmt. Das Drehbuch schrieb Miller selbst. Darsteller waren u. a. Daniel Day-Lewis als John Proctor, Winona Ryder als Abigail Williams, Paul Scofield als Judge Thomas Danforth, Joan Allen als Elizabeth Proctor und Bruce Davison als Reverend Samuel Parris. Der Film wurde für zwei Oscars nominiert.
Die US-Fernsehserie Salem – bestehend aus drei Staffeln, die von April 2014 bis Januar 2017 zu sehen waren – basiert teilweise auf tatsächlich stattgefundenen Ereignissen und reellen Personen, z. B. Cotton und Increase Mathers, Tituba und Mercy Lewis; aus dramaturgischen Gründen wurden allerdings fiktive, in erster Linie übernatürliche, Elemente und Personen miteinbezogen, die von den historischen Fakten abweichen.
Neben diesen Filmen, die sich mit den historischen Geschehnissen in Salem befassen, dienen die Hexenprozesse gelegentlich auch als Hintergrund für in der Gegenwart spielende Horrorfilme. Oft dreht es sich dabei um Nachfahren von an den damaligen Prozessen beteiligten Personen. Im Unterschied zur historischen Wirklichkeit werden den damals Angeklagten hier meist tatsächlich magische Kräfte zugesprochen und die Beteiligung an okkulten Ritualen unterstellt.
Im 1980 erschienenen Film Ein Zombie hing am Glockenseil von Lucio Fulci ist die von H. P. Lovecraft entlehnte Stadt Dunwich, in der das Böse ausbricht, auf den Ruinen der Stadt Salem erbaut, in welchen auch der Showdown stattfindet.
2006 erschien der Film The Covenant – Der Pakt von Renny Harlin. In den Hauptrollen waren unter anderem Steven Strait, Laura Ramsey und Taylor Kitsch zu sehen.
Die US-Fernsehserie American Horror Story thematisiert die Hexenprozesse von Salem 2014 in der dritten Staffel.
2012 erschien Rob Zombies Horrorfilm The Lords of Salem.
In André Øvredals Horrorfilm The Autopsy of Jane Doe von 2016 werden einige Indizien zur Sprache gebracht, dass es sich bei der untersuchten Leiche um eine mutmaßliche Hexe aus den Hexenprozessen von Salem handelt.
Das Horror-Computerspiel Murdered: Soul Suspect spielt in Salem und nimmt dabei Bezug auf die Hexenprozesse.
In der Serie Timeless spielt die vierte Folge der zweiten Staffel, Hexenjagd in Salem, in Salem zur Zeit der Hexenprozesse.
Auch das Horror-Spiel The Dark Pictures Anthology: Little Hope aus dem Jahr 2020 nimmt deutlichen Bezug auf die Hexenprozesse.
Die US-Fantasy-Serie Motherland: Fort Salem (2020–2022) geht von der Annahme aus, dass die Hexenprozesse mit einem Pakt endeten, der die Hexen seither verpflichtet, ihre Fähigkeiten im Rahmen eigener Streitkräfte zum Schutz aller Menschen zur Verfügung zu stellen.
In der Marvel-Serie Agatha All Along (2024) wird mehrfach Bezug auf die Hexenprozesse genommen, etwa in Gestalt der „Sieben von Salem“ – Kinder von getöteten Hexen, die die Protagonisten in mehreren Episoden verfolgen.

## Dokumentarfilme
- 1972 wurde in den USA The Witches of Salem: The Horror and the Hope von Dennis Azzarella gedreht. Der halbstündige Kurz-Spielfilm war für den Schulunterricht vorgesehen und bemüht sich um historische Genauigkeit, die Dialoge basieren auf den originalen Prozessakten.
- Hexenjagd in Salem. 52-minütige Filmdokumentation von Wolf Truchsess von Wetzhausen, Felicitas Hammerstein und Mariana Schneider für das ZDF (Deutschland 2016).